# Dolerophyle nerisaria
Dolerophyle nerisaria là một loài bướm đêm trong họ Geometridae.